# Shuckle
Shuckle (Japans: ツボツボ Tsubotsubo) is een fictief wezen uit de Pokémonwereld.

## Beschrijving
Shuckle is een vormpokémon. Shuckle is vaak te vinden onder stenen. Shuckle verbergt zich onder rotsen om te voorkomen dat hij aangevallen wordt. Als de Shuckle iets organisch in zijn schildpadachtige schild meeneemt, verandert dat in een sap. Die vloeistof bijt gaten in de rotsen, waar hij dan zijn nest van maakt. 